# Àcid dimercaptosuccínic
L'àcid dimercaptosuccínic, també anomenat succimer, és un fàrmac usat per tractar els enverinaments per plom, mercuri i arsènic. Quan esta radioetiquetat amb tecneci-99m, es fa servir en un gran nombre de proves de diagnòstic. Es pren per via oral durant 19 dies. Han de passar més de dues setmanes per tornar a ser administrat.
Els efectes secundaris comuns inclouen vòmit, diarrea erupció cutània, i neutropènia. També poden ocórrer problemes hepàtics i reaccions al·lèrgiques.
L'àcid dimercaptosuccínic es troba en la família dels agents quelatants. Funciona enllaçant amb plom i una gran nombre de metalls pesants i permet que se'n vagin amb l'orina.
Aquest àcid es fa servir mèdicament des de la dècada de 1950.